# Liste des évêques de Colle di Val d'Elsa
La liste des évêques de Colle di Val d'Elsa recense les noms des évêques qui se sont succédé à la tête du diocèse de Colle di Val d'Elsa érigé le 5 juin 1592. Mgr Castellano, archevêque de Sienne est nommé évêque de Colle di Val d'Elsa en 1975 et de Montalcino en 1978, unissant les trois sièges in persona episcopi. En 1986 en vertu du décret Instantibus votis de la congrégation pour les évêques, l'union plénière des trois diocèses est établie et le nouveau district ecclésiastique prend le nom actuel d'archidiocèse de Sienne-Colle di Val d'Elsa-Montalcino.

## Évêques de Colle di Val d'Elsa
- Usimbardo Usimbardi (1592-1612)
- Cosimo della Gherardesca (1613-1633) nommé évêque de Fiesole
- Tommaso Salviati (1634-1638) nommé évêque d'Arezzo
- Roberto Strozzi (1638-1645) nommé évêque de Fiesole
- Giovanni Battista Buonaccorsi (1645-1681)
- Pietro Petri, O.S.B. Cam (1681-1703)
- Domenico Ballati-Nerli, O.S.B. Oliv (1704-1748)
- Benedetto Gaetani (1749-1754)
- Domenico Gaetano Novellucci (1755-1757)
- Bartolomeo Felice Guelfi (1758-1772)
- Ranieri Mancini (1773-1776) nommé évêque de Fiesole
- Luigi Buonamici (1776-1782) nommé évêque de Volterra
- Niccolò Sciarelli (1782-1801)
- Luigi Raimondo Vecchietti (1801-1805)
- Niccolò Laparelli (1805-1807) nommé évêque de Crotone
- Marcello Maria Benci (1807-1810)
  - Siège vacant (1810-1815)
- Giuseppe Stanislao Gentili (1815-1833)
- Attilio Fiascaini (1834-1843) nommé évêque d'Arezzo
  - Siège vacant (1843-1847)
- Giuseppe Chiaromanni (1847-1869)
  - Siège vacant (1869-1871)
- Giovanni Pierallini (1871-1876) nommé archevêque de Sienne
- Marcello Mazzanti (1876-1885) nommé évêque de Pistoia et Prato
- Luigi Traversi (1885-1891)
- Alessandro Toti (1891-1903)
- Massimiliano Novelli (1903-1921)
- Giovanni Andrea Masera (1921-1926)
- Ludovico Ferretti, O.P (1927-1930)
  - Siège vacant (1930-1932)
- Francesco Niccoli (1932-1965)
  - Siège vacant (1965-1975)
- Mario Jsmaele Castellano, O.P (1975-1986) nommé archevêque de Sienne-Colle di Val d'Elsa-Montacino

## Sources
- http://www.catholic-hierarchy.org